# Kanton Bastia-3
Kanton Bastia-3 (francouzsky Canton de Bastia-3) je francouzský kanton v departementu Haute-Corse v regionu Korsika. Je tvořen částí města Bastia.